# مهرجان درج السياحي
مهرجان درج السياحي للفنون والتراث هو مهرجان سنوي يعقد في مدينة درج الليبية في شهر ديسمبر من كل عام، وتشمل فعالياتة عقد العديد من النشاطات الفنية والثقافية إضافة عروض الأزياء التقليدية من مختلف مناطق ليبيا. بدأ لأول مرة في العام 1985.
وتشارك في المهرجان فرق للفنون الشعبية تشمل سهرات الرقص الشعبي من ليبيا والخارج. كما يتم عرض المنتجات التقليدية والتراثية في درج، إضافة لعروض شعرية ومعارض فنون تشكيلية وعروض الأعراس التقليدية.
المهرجان تشرف عليه الهيئة العامة للسياحة والصناعات التقليدية.